# Forni di Sopra
Forni di Sopra (For Disore in friulano standard, For Disôra o semplicemente For nella variante locale) è un comune italiano di 907 abitanti del Friuli-Venezia Giulia: fa parte del club dei borghi autentici d'Italia ed è il principale polo turistico delle Dolomiti Friulane. Non è propriamente un comune sparso, nonostante il capoluogo oggi identificato con il toponimo del comune dai segnali stradali di delimitazione dell'abitato sia composto da due frazioni: Vico, la principale e sede comunale, e Cella, sede della chiesa parrocchiale, ormai unite per l’edificazione negli anni nello spazio che le divideva, e a queste si aggiunge la terza frazione, Andrazza, distante circa un chilometro ad est.

## Geografia fisica

### Territorio

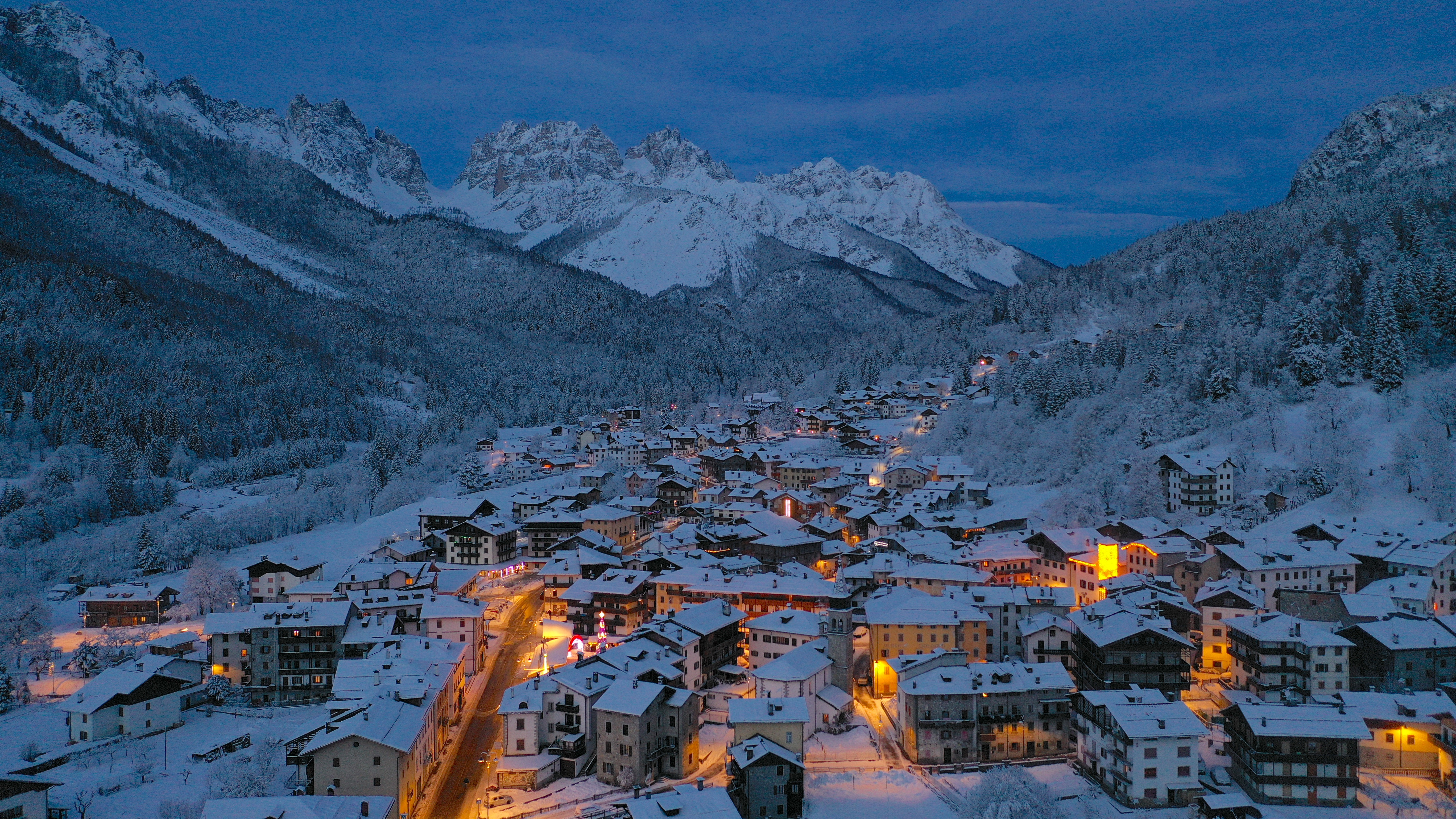
Forni di Sopra nelle Dolomiti Friulane

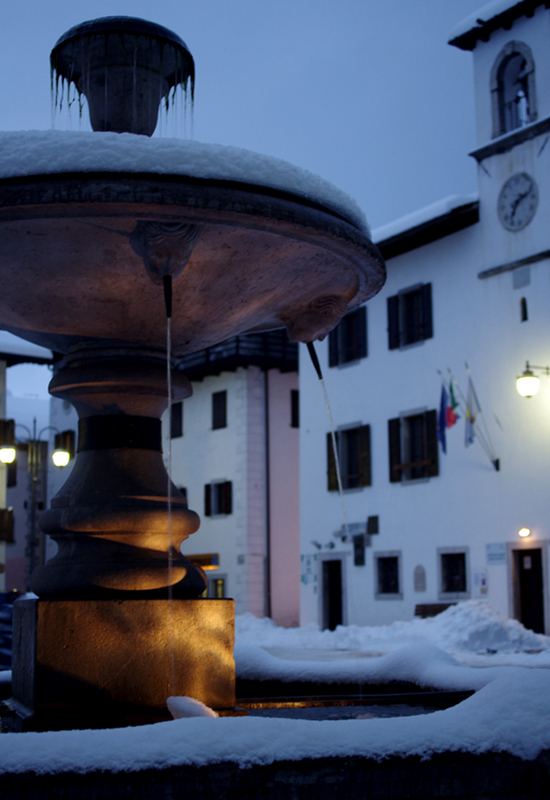
Fontana e municipio

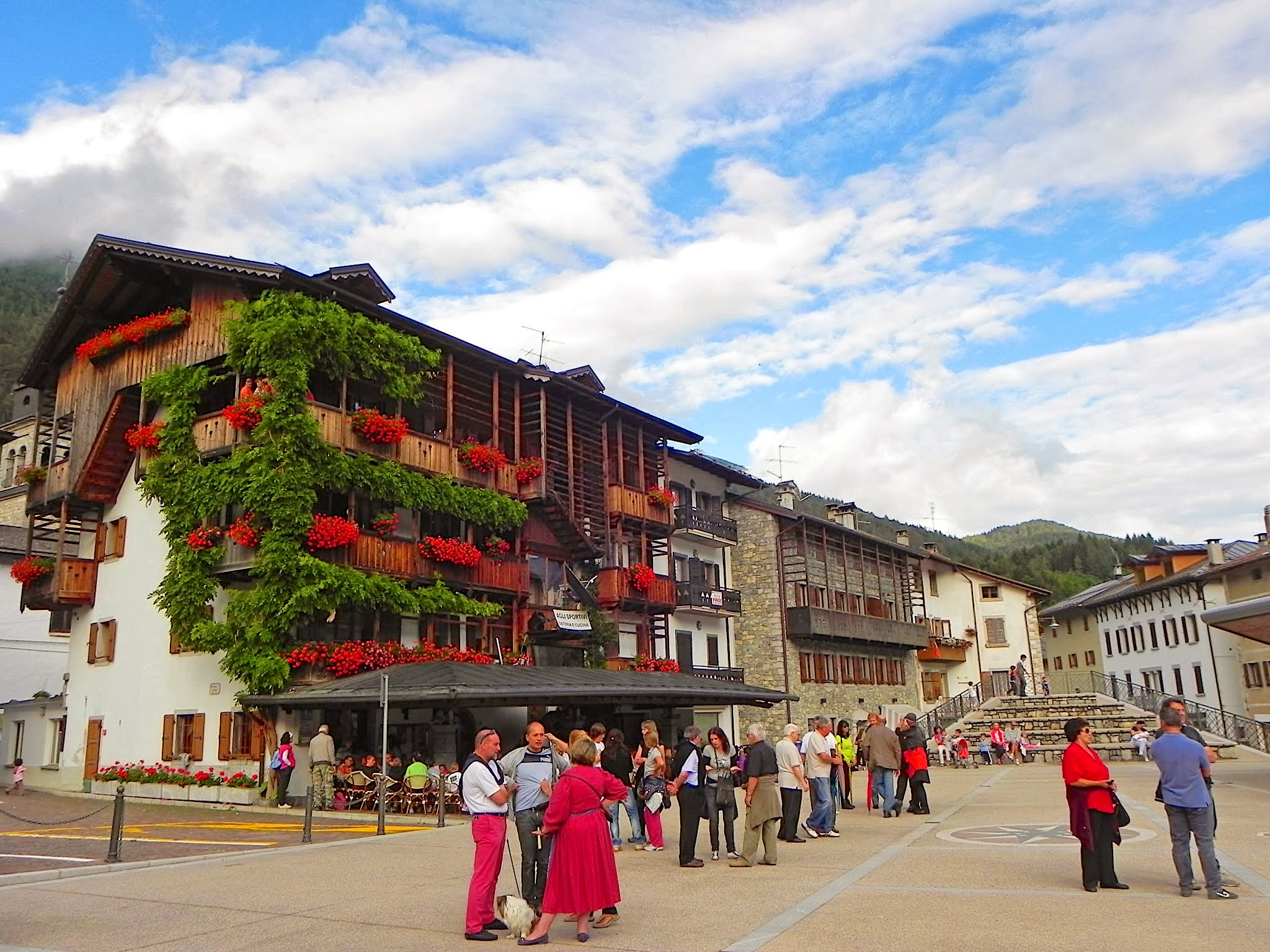
Piazza Centrale Forni di Sopra

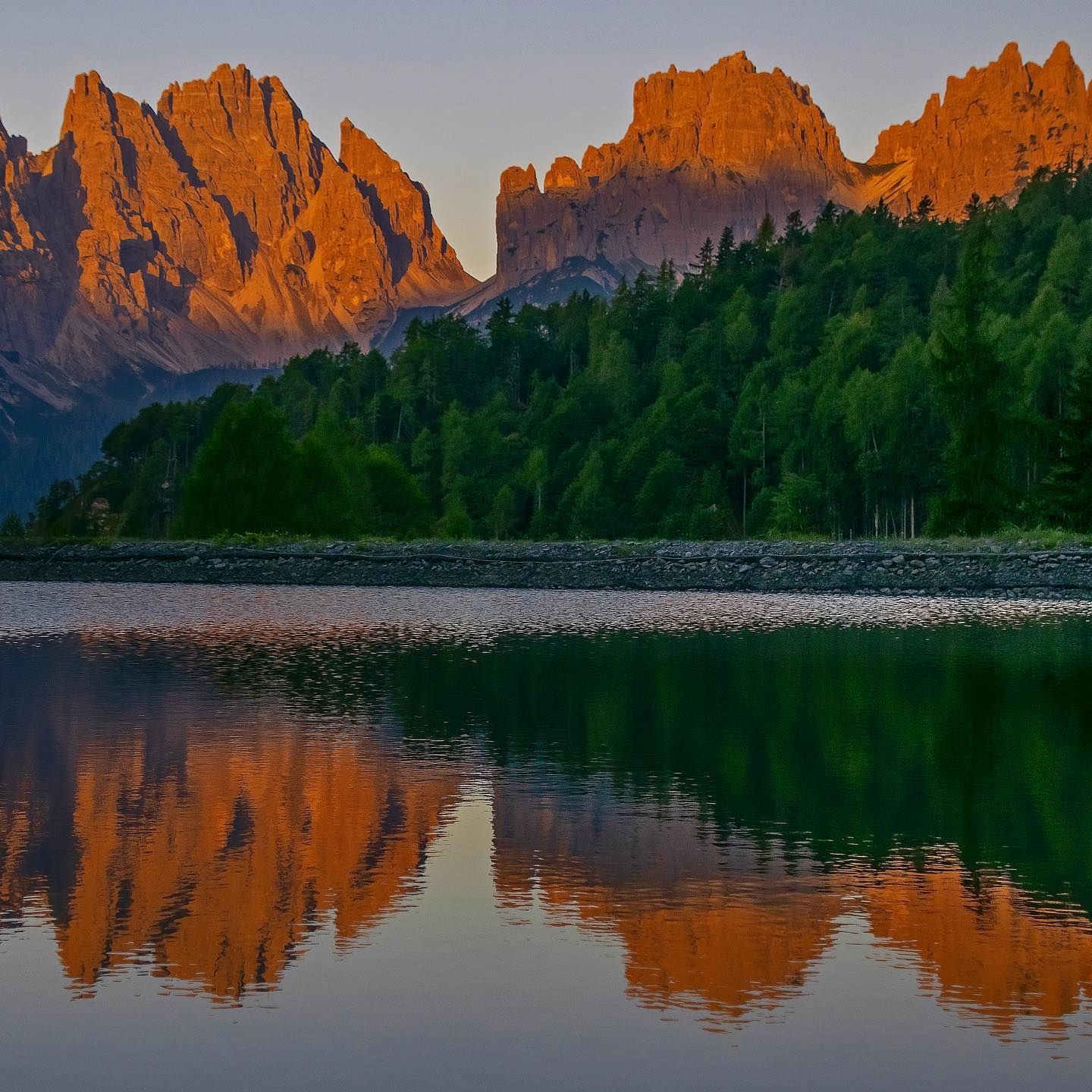
Le Dolomiti friulane di Forni di Sopra

Il paese dominato a sud dalle Dolomiti friulane sorge a 907 m s.l.m. nella parte più occidentale ed elevata dell'alta Val Tagliamento, nella regione alpina della Carnia, sulla riva sinistra del fiume, immediatamente ad est del Passo della Mauria, confinante con la regione Veneto (Oltrepiave Cadorino) ed è il comune più occidentale della provincia di Udine. Gli abitati sono dominati dalle splendide vette dolomitiche dei monti Cridola (2.581 m) e Monfalconi (2.548 m) a ovest, Pramaggiore (2.478 m) a sud-ovest che la dividono dall'alto pordenonese (Val Settimana e Val Cimoliana) e dalle cime dei monti Bivera (2.473 m), Clap Savon (2.462 m) e Clap Varmost (1.751 m) a nord-est che la dividono dalla vallata di Sauris (val Lumiei). Inoltre è qui localizzato il primo tratto del fiume Tagliamento, ancora a carattere torrentizio, seppur la sorgente si trovi nel territorio del comune di Lorenzago di Cadore, dopo poche centinaia di metri dopo il confine con il Veneto. Gran parte del territorio comunale meridionale è incluso nel Parco naturale delle Dolomiti Friulane.

## Storia
Di origini celtiche, il primo documento che attesta l'esistenza di Forni di Sopra è stato erroneamente datato 778 d.C. che invece riguarda Forni Avoltri in quanto qui vi erano attività estrattive sul monte Avanza. È stata per lungo tempo considerata distinta dal resto della Carnia, per la sua dipendenza dalla famiglia Savorgnan, che la ricevette, così come la vicina Forni di Sotto dai patriarchi di Aquileia. Da qui viene il nome di Forni Savorgnani usato per denominare questa parte della valle.

## Monumenti e luoghi d'interesse
- Chiesa di San Floriano a Cella
- Chiesa parrocchiale di Santa Maria Assunta
- Chiesa di San Giacomo a Vico
- Chiesa dei Santi Vito, Modesto e Crescenzia ad Andrazza
- Santuario della Madonna della Salute
- Cappella "Madonna delle Rocce" presso rifugio Giaf
- Sito archeologico del Castello di Sacuidic
- Sito archeologico fortificato di Cuol di Ciastel
- Palazzo del Municipio Vecchio
- Museo "Il filo dei ricordi"
- Museo Rurale "la Casina da Vic"
- Casera Varmost
- Casera Lavaseit
- Casera Tartoi
- Casera Tragonia
- Casera Montemaggiore
- Casera da l'Aip
- Casera Val Binon
- Monumento ai caduti della Grande Guerra 1915-1918
- Monumento "La donna velata nel vento"
- Parco delle Rimembranze dei caduti del secondo conflitto mondiale 1940-1945

## Società

### Evoluzione demografica
Abitanti censiti

### Lingue e dialetti
A Forni di Sopra, accanto alla lingua italiana, la popolazione utilizza una variante locale della lingua friulana. Ai sensi della deliberazione n. 2680 del 3 agosto 2001 della Giunta della Regione autonoma Friuli-Venezia Giulia, il Comune è inserito nell'ambito territoriale di tutela della lingua friulana ai fini della applicazione della legge 482/99, della legge regionale 15/96 e della legge regionale 29/2007. La lingua friulana che si parla a Forni di Sopra rientra fra le varianti appartenenti al friulano carnico.

## Geografia antropica
Il comune è formato dal capoluogo (noto anche come Vico) e da due frazioni:
- Andrazza (Dondrasse, loc. Dondrassa), 885 m
- Cella (Cele, loc. Siela), 876 m

## Economia
L'economia del paese è basata principalmente sul turismo: oggi è una nota meta di turismo estivo ed invernale, uno dei principali poli turistici montani del Friuli-Venezia Giulia, grazie al paesaggio di rara bellezza e alle ottime piste di sci alpino (in particolare quelle situate sul versante meridionale del Varmost) e di fondo.
Forni di Sopra per la sua particolare attenzione a favorire un turismo sostenibile a mobilità dolce è inserito nel consorzio delle Perle delle Alpi.

## Infrastrutture e trasporti

### Mobilità urbana
Il comune è servito dalle autolinee SAF per Tolmezzo e Pieve di Cadore.

## Amministrazione
| Periodo | Periodo   | Primo cittadino     | Carica  | Note |
| ------- | --------- | ------------------- | ------- | ---- |
| 1995    | 1999      | Enzo Pavoni         | Sindaco |      |
| 1999    | 2004      | Enzo Pavoni         | Sindaco |      |
| 2004    | 2009      | Luigino Antoniacomi | Sindaco |      |
| 2009    | 2014      | Fabio Colombo       | Sindaco |      |
| 2014    | 2019      | Lino Anziutti       | Sindaco |      |
| 2019    | 2024      | Marco Lenna         | Sindaco |      |
| 2024    | in carica | Iginio Coradazzi    | Sindaco |      |